# Liste der Bodendenkmäler in Röthenbach (Allgäu)
Auf dieser Seite sind die Bodendenkmäler in der schwäbischen Gemeinde Röthenbach (Allgäu) zusammengestellt. Diese Tabelle ist eine Teilliste der Liste der Bodendenkmäler in Bayern. Grundlage ist die Bayerische Denkmalliste, die auf Basis des Bayerischen Denkmalschutzgesetzes vom 1. Oktober 1973 erstmals erstellt wurde und seither durch das Bayerische Landesamt für Denkmalpflege geführt wird. Die folgenden Angaben ersetzen nicht die rechtsverbindliche Auskunft der Denkmalschutzbehörde.

## Bodendenkmäler in Röthenbach (Allgäu)
| Lage                             | Objekt                                                                                     | Akten-Nr.     | Bild                                                                             |
| -------------------------------- | ------------------------------------------------------------------------------------------ | ------------- | -------------------------------------------------------------------------------- |
| Schmalenberg (Standort)          | Burgstall Schmalenberg→Mittelalterlicher Burgstall.                                        | D-7-8325-0020 |                                                                                  |
| Bauschwanden (Standort)          | Bauschwander Schanze→Linienverschanzung des Mittelalters oder der frühen Neuzeit.          | D-7-8325-0021 |                                                                                  |
| Giesenberg (Standort)            | Frühneuzeitlicher Vogelherd.                                                               | D-7-8325-0023 |                                                                                  |
| Steinegaden und Egg (Standort)   | Straße der römischen Kaiserzeit.                                                           | D-7-8325-0026 | Ortsdurchfahrt Steinegaden = Trassenabschnitt einer kaiserzeitlichen Römerstraße |
| Röthenbach Kirchweg 2 (Standort) | Mittelalterliche und frühneuzeitliche Befunde im Bereich der Kath. Pfarrkirche St. Martin. | D-7-8325-0054 | weitere Bilder                                                                   |
| Rentershofen (Standort)          | Mittelalterliche und frühneuzeitliche Befunde im Bereich der Kath. Kapelle St. Joseph.     | D-7-8325-0056 | weitere Bilder                                                                   |